# 细胞皮层
细胞皮层（英語：Cell cortex，或译为細胞皮質），又称肌动蛋白皮层（英語：actin cortex，或），是细胞膜内面的一层特殊的细胞质蛋白。它的功能是膜行为和细胞表面特性的调节器。在大多数缺乏细胞壁的真核细胞中，皮层是一个由F-肌动蛋白丝、肌凝蛋白和肌动蛋白结合蛋白组成的富含肌动蛋白的网络。